# Luca Ascani
Luca Ascani (Loreto, Ancona, Marques, 29 de juny de 1983) és un ciclista italià, professional des del 2005. Entre juny de 2007 i agost de 2009 fou sancionat per dopatge.

## Biografia
Luca Ascani va debutar com a professional el 2005 a l'equip Naturino - Sapore di Mare. La seva primera victòria fou una etapa al Tour del llac Qinghai. El 2007 guanyà el Giro dels Abruços i poc després el Campionat d'Itàlia en contrarellotge, però un positiu per EPO va fer que fos desposseït de la victòria i que aquesta anés a parar a mans de Marco Pinotti, a més de ser sancionat amb dos anys de suspensió pel comitè olímpics italià.

## Palmarès
- 2005
  - Vencedor d'una etapa del Tour del llac Qinghai
- 2007
  - 1r al Giro dels Abruços i vencedor d'una etapa
- 2010
  - 1r a la Volta a Sèrbia